# Ijara (distrikt)
Ijara är ett av Kenyas 71 administrativa distrikt, och ligger i provinsen Nordöstra provinsen. År 1999 hade distriktet 62 571 invånare. Huvudorten är Ijara. 